# Nurili
Nurili o Nur-Ili va ser un rei d'Assíria que va governar probablement entre els anys 1485/1480 aC i 1475/1470 aC, segons la cronologia mitjana. La Llista dels reis d'Assíria diu que va governar 12 anys. No apareix esmentat a la "Història sincrònica" (un text babiloni del segle viii aC que fa referència a les relacions entre Babilònia i Assíria durant la dominació cassita).
Va ser fill i successor d'Enlilnasir I i el va succeir el seu fill Aixurxaduni, segons la Llista dels reis d'Assíria.